# 鄭棟 (萬曆進士)
郑栋（？—？），字子厚，號鴻脩，南直隶松江府华亭县人，明朝政治人物。

## 生平
万历二十八年（1600年）庚子科应天乡试举人，三十二年（1604年）甲辰科進士，授刑部主事，晉郎中，出为紹興府知府，四十年升浙江按察副使，被巡抚高举索贿，郑栋不应，遂被黜職。